# Lac Ballard
Pour les articles homonymes, voir Ballard.
Le lac Ballard est un lac salé situé en Australie dans le comté de Menzies, à environ 50 km à l'ouest du village de Menzies.
Il a une surface d'environ 4 900 ha.